# Boris Łukomski
Boris Siemionowicz Łukomski (ros. Борис Семёнович Лукомский, ur. 6 czerwca 1951 w Saratowie) – rosyjski szpadzista reprezentujący ZSRR, brązowy medalista olimpijski i wielokrotny medalista mistrzostw świata.
Na igrzyskach olimpijskich w Montrealu w 1976 roku zajął 5. miejsce w zawodach drużynowych i 17. w indywidualnych. Na rozgrywanych cztery lata później igrzyskach olimpijskich w Moskwie w 1980 roku reprezentacja ZSRR w składzie: Aszot Karagjan, Aleksandr Abuszachmietow, Aleksandr Możajew, Boris Łukomski i Władimir Smirnow zdobywała brązowy medal. W rywalizacji indywidualnej zajął tym razem siódme miejsce.
Podczas mistrzostw świata w Göteborgu w 1973 roku razem z Igorem Waletowem, Wiktorem Modzolewskim, Aszotem Karagjanem i Siergiejem Paramonowem zdobył brązowy medal w zawodach drużynowych. W tej samej konkurencji zdobywał następnie brązowy medal mistrzostwach świata w Buenos Aires (1977), srebrny na mistrzostwach świata w Hamburgu (1978) oraz złoty na mistrzostwach świata w Melbourne (1979). Ponadto zdobył dwa medale w rywalizacji indywidualnej: brązowy na mistrzostwach świata w Grenoble w 1974 roku (plasując się za Szwedem Rolfem Edlingiem i Francuzem Jacquesem Brodinem) oraz srebrny podczas mistrzostw świata w Budapeszcie rok później (za Alexandrem Puschem z RFN).
Po zakończeniu kariery został trenerem. Mieszka i pracuje w Chicago.